# 蒙彼利埃 (馬里蘭州)
蒙彼利埃（英語：Montpelier）是位於美國馬里蘭州佐治王子縣的一個非建制地區。

## 地理
蒙彼利埃所處的海拔為高於海平面49米（即161英呎），而該地所採用的時區為UTC-5，即北美东部時區（EST）。同時該地設有夏令時間，為UTC-5調快一小時，即UTC-4（EDT）。